# Cabo San Diego
De Cabo San Diego is een kaap in het zuidoosten van Argentinië in de Atlantische Oceaan. Het behoort tot het departement Ushuaia van de provincie Vuurland, Antarctica en Zuid-Atlantische eilanden. De kaap is het uiterste oosten van het eiland Isla Grande de Tierra del Fuego van Vuurland met ten oosten ervan de Straat Le Maire die het scheidt van Stateneiland.
Op deze kaap staat de vuurtoren van San Diego, die op 26 december 1934 in gebruik werd genomen. De toren heeft de vorm van een prisma met een witte wachtpost en een zwarte koepel.

## Geschiedenis
De naam die de Selknam, het volk dat oorspronkelijk in dit gebied woonde, deze kaap hadden gegeven was Klavelk, wat ‘dageraad’ zou betekenen. In 1616 voeren Jacob le Maire en Willem Cornelisz Schouten als eerste Europeanen langs de kaap en noemde de landmassa Mauritius de Nassau. In 1619 herhaalden de broers Bartolomé en Gonzalo Nodal dat. In hun reisverslag staat op 22 januari 1619: "...een andere kaap, ook plat, werd ontdekt, die bij de ingang van de zeestraat ligt. Hier noemden we het 'Cabo San Diego'...". De kaap is onder die naam de geschiedenis in gegaan.
Deze naam werd vermoedelijk gegeven door de navigator van de expeditie, Diego Ramírez de Arellano, die een sterke verbondenheid met San Diego voelde. Hij noemde zichzelf Diego in plaats van Alonso, zijn werkelijke naam.

## Flora en fauna
De kaap vormt de scheiding tussen de mariene ecoregio Patagonische Plat in het noorden en de mariene ecoregio Kanalen en Fjorden van Zuidelijk Chili in het zuiden.
- Virtual International Authority File: 5124152637821120220004